# コチーン
コチーン (Kočín) は、チェコ南部南ボヘミア州の村である。東部に隣接するクニーンなどと共に基礎自治体 (Obec) テメリーンを形成している。
村の面積は3.42平方キロメートル (1.32 sq mi)ほど。人口は77人（2011年調査）である。歴史上、コチーンの記録は1360年より存在している。19世紀中ごろには南部に隣接するノヴァー・ヴェスの一部であった。